# Krisos
Krisos (altgriechisch Κρῖσος Krísos) ist eine Figur der griechischen Mythologie.
Seine Eltern waren Phokos und Asteria; mit seinem Zwillingsbruder Panopeus soll er sich „schon im Mutterleib gestritten“ haben. Krisos erbaute die nach ihm benannte Stadt Krisa, am Südabhang des Parnassos. Über jenen Landstrich – Phokis genannt – herrschte später sein Sohn Strophios, den ihm seine Gemahlin Antiphateia, eine Tochter des Naubolos, gebar. Über seinen Sohn Strophios wurde Krisos der Großvater des Pylades.